# Nero Burning ROM
Nero Burning ROM, ook Nero genoemd, is een computerprogramma voor het bewerken en schrijven van cd's en dvd's. Het programma draait op de platformen Microsoft Windows en Linux, en wordt uitgegeven door Nero AG, vroeger Ahead Software. Nero wordt vaak gebundeld als een OEM-applicatie bij cd- en dvd-branders, maar volledige versies worden ook afzonderlijk verkocht.
Sinds versie 6 worden bij Nero veel extra programmaatjes geleverd, zoals Nero Wave Editor voor het bewerken van geluidsbestanden, Nero ImageDrive voor het mounten van virtuele cd's, Nero BackItUp voor reservekopieën van bestandssystemen of volledige schijven en Nero Recode voor back-up van niet-geëncrypteerde dvd's en MPEG-4-conversies.
Nero kent een aantal cd-image-formaten, zoals de ISO 9660-standaard en het eigen NRG-bestandsformaat.

## Naam
De naam van het programma is een woordspeling. Het schrijven van cd's en dvd's wordt ook wel "branden" genoemd, in het Engels "burning". De beruchte Romeinse keizer Nero zou ooit Rome (in het Duits "Rom") in brand hebben laten zetten. De naam Nero Burning ROM slaat dus op het branden van een cd-rom, maar is eveneens een woordspeling op de Romeinse keizer en de brand in Rome. Het gebruikte pictogram met het brandende Colosseum is echter een anachronisme, een onjuiste historische verwijzing, aangezien het Colosseum pas 8 jaar na de brand werd gebouwd door de opvolger van Nero, Vespasianus.

## Nero Linux
Een Linuxversie van het programma (NeroLINUX) verscheen in maart 2005 als een gratis "upgrade" vanaf de Windows-versie. De toepassing bevat de meeste mogelijkheden van de Windows-versie en maakt gebruik van de grafische toolkit GTK+.
| Versienummer | Uitgavedatum     | Opmerking                                                |
| ------------ | ---------------- | -------------------------------------------------------- |
| Nero Linux   |                  |                                                          |
| 1.0          | 12 maart 2005    | Eerste uitgave                                           |
| Nero Linux 2 |                  |                                                          |
| 2.1.0.4b     | 21 februari 2007 | Laatste uitgave van Nero Linux versie 2                  |
| Nero Linux 3 |                  |                                                          |
| 3.0.0.0      | 24 mei 2007      | GTK+ 2 port, Unicode-ondersteuning, Blu-ray branden.     |
| 3.0.2.1      | 6 november 2007  |                                                          |
| 3.1.1.0      | 13 februari 2008 | Gebaseerd op NeroAPI version 7.20.                       |
| 3.5          | 5 april 2008     |                                                          |
| 3.5.2.3      | 22 december 2008 |                                                          |
| 3.5.3.1      | 18 juni 2009     |                                                          |
| Nero Linux 4 |                  |                                                          |
| 4.0.0.0      | 17 augustus 2009 | Huidige Linuxuitgave. Wordt niet meer verder ontwikkeld. |